# Convoi JW 55B
Seconde Guerre mondiale
Batailles
Bataille de l'Atlantique
- Bataille des Caraïbes
- Blocus allié de l'Allemagne
- Guerre météorologique
- Bataille du Rio de la Plata
- Opération Berlin
- Bataille du détroit de Danemark
- Opération Neuland
- Torpedo Alley
- Opération Paukenschlag
- Opération Postmaster
- Opération Cerberus
- Opération Biting
- Opération Chariot
- Bataille du Saint-Laurent
- Opération Frankton
- Bataille de la mer de Barents
- Mai Noir
- Bataille du cap Nord
- Opération Stonewall
- Opération Teardrop

Front d'Europe de l'ouest

Front d'Europe de l'est

Campagnes d'Afrique, du Moyen-Orient et de Méditerranée

Guerre du Pacifique

Guerre sino-japonaise

Théâtre américain
Le convoi JW 55B  est le nom de code d'un convoi allié durant la Seconde Guerre mondiale. Les Alliés cherchaient à ravitailler l'URSS qui combattait leur ennemi commun, le Troisième Reich. Les convois de l'Arctique, organisés de 1941 à 1945, avaient pour destination le port d'Arkhangelsk, l'été, et Mourmansk, l'hiver, via l'Islande et l'océan Arctique, effectuant un voyage périlleux dans des eaux parmi les plus hostiles du monde.
Le convoi JW 55B était un convoi arctique envoyé de Grande-Bretagne par les Alliés occidentaux pour aider l' Union soviétique pendant la Seconde Guerre mondiale . Il a navigué à la fin de décembre 1943, atteignant les ports soviétiques du nord à la fin du mois. Tous les navires sont arrivés sains et saufs.
Pendant le voyage, le JW 55B a été approché par une force allemande centrée sur le cuirassé Scharnhorst ; aucun contact n'a été établi avec le convoi, mais Scharnhorst a été coulé, lors de la bataille du Cap Nord , par le cuirassé Duke of York, une poignée de combattants de surface légers de la Royal Navy et le destroyer norvégien HNoMS Stord (en).

## Navires
Convoi :
Le convoi, composé de 19 navires marchands, a quitté le Loch Ewe le 20 décembre 1943. Une escorte rapprochée était assurée par deux destroyers et trois autres navires d'escorte. Il y avait aussi une escorte océanique, comprenant le destroyer Onslow et sept autres destroyers de la Home Fleet. Le convoi était initialement accompagné d'un groupe d'escorte local, et rejoint plus tard par l'escorte océanique du convoi JW 55A, au départ de Mourmansk. Une force de couverture de croiseurs comprenant Belfast, Norfolk et Sheffield a également suivi le convoi, pour se prémunir contre les attaques des unités de surface. La couverture lointaine a été fournie par une force de couverture lourde comprenant le cuirassé Duke of York, le croiseur Jamaica et quatre destroyers sous le commandement de Bruce Fraser.
Kriegsmarine :
Le JW 55B a été opposé par une force de treize U-boote dans une ligne de patrouille, nom de code Eisenbart, dans la mer de Norvège. Une force de surface comprenant le cuirassé Scharnhorst et cinq destroyers était également en état de préparation, stationnée à l'Altafjord pour l'Opération Ostfront.

## Action
Le JW 55B a quitté le Loch Ewe le 20 décembre 1943 accompagné de son escorte locale de deux dragueurs de mines et de deux corvettes, et de son escorte rapprochée. Deux jours plus tard, le 22 décembre, il a été rejoint par l'escorte océanique, tandis que l'escorte locale est revenue. Au même moment, la Cruiser Force de Mourmansk, et la Distant Cover Force qui attendaient à Akureyri, en Islande, ont également pris la mer, prenant station dans la mer de Norvège. Le convoi a été aperçu le même jour par un avion allemand en patrouille qui a commencé l'observation. Une succession d'avions a pu maintenir le contact au cours des prochains jours, envoyant des rapports précis sur le cap et la vitesse à la force de surface d'Altafjord.
Le 25 décembre, le convoi a été aperçu par l'U-601 du dispositif Eisenbart, et plus tard dans la journée, l'Amiral Erich Bey, sur le Scharnhorst, a reçu l'autorisation de sortir avec ses destroyers. Ce soir-là, l'U-716 s'est approché suffisamment pour tirer sur l'un des navires d'escorte. Le 25 décembre également, le convoi JW 55B a été rejoint par l'escorte océanique du convoi JW 55A, qui accompagnait le convoi de retour RA 55A. Fraser craignait qu'une force de surface allemande n'atteigne le JW 55B avant lui, et ordonna au convoi de faire marche arrière. Dans l'éventualité où cela s'avérait trop difficile, le convoi était ralenti à 8 nœuds pour assister au rendez-vous.
Scharnhorst n'a pas pu entrer en contact avec JW 55B, mais le 26 décembre a été intercepté, d'abord par les croiseurs de Burnett, puis par les unités lourdes de Fraser, et coulé dans la bataille du Cap Nord, après avoir marqué seulement deux coups mineurs sur le HMS Duke of York et le destroyer Saumarez. Pendant ce temps, le contact des U-boot avait été perdu et aucun autre contact avec le JW 55B ne fut établi par le dispositif Eisenbart.
Le 28 décembre, le convoi a rencontré la force d'escorte locale de l'Est, trois destroyers soviétiques et deux dragueurs de mines, et est arrivé dans la baie de Kola sans autre incident le 30 décembre 1943.

## Conclusion
Les 19 navires du JW 55B sont arrivés à Mourmansk sans perte, tandis que la tentative allemande d'attaquer le convoi avait entraîné la perte de leur dernier navire capital opérationnel en Norvège, le Scharnhorst  le 31 décembre 1943. Par la suite, jusqu'à ce que le Tirpitz' soit remis en service actif, les convois alliés de l'Arctique n'étaient pas sérieusement menacés par les forces de surface de la marine allemande.